# Lijst van olympische medaillewinnaars judo
Judo is een van de sporten die op de Olympische Spelen worden beoefend. Deze pagina geeft de lijst van olympische medaillewinnaars in deze sport.

## Mannen

### Extra lichtgewicht
1980-2024: –60 kg
| Editie | Goud | Goud             | Zilver | Zilver                     | Brons   | Brons                                  |
| ------ | ---- | ---------------- | ------ | -------------------------- | ------- | -------------------------------------- |
| 1980   | FRA  | Thierry Rey      | CUB    | Rafael Rodriquez Carbonell | URS HUN | Arambi Emish Tibor Kincses             |
| 1984   | JPN  | Shinji Hosokawa  | KOR    | Kim Jae-yup                | GBR USA | Neil Eckersley Edward Liddie           |
| 1988   | KOR  | Kim Jae-yup      | USA    | Kevin Asano                | JPN URS | Shinji Hosokawa Amiran Totikachvili    |
| 1992   | EUN  | Nasim Gusseinov  | KOR    | Yoon Hyun                  | JPN GER | Tadanori Koshino Richard Trautmann     |
| 1996   | JPN  | Tadahiro Nomura  | ITA    | Girolamo Giovinazzo        | MGL GER | Dorjpalam Narmandakh Richard Trautmann |
| 2000   | JPN  | Tadahiro Nomura  | KOR    | Jung Bu-kyung              | CUB KGZ | Manolo Poulot Aidyn Smagulov           |
| 2004   | JPN  | Tadahiro Nomura  | GEO    | Nestor Chergiani           | KOR MGL | Choi Min-ho Khashbaatar Ktsagaanbaatar |
| 2008   | KOR  | Choi Min-ho      | AUT    | Ludwig Paischer            | NED UZB | Ruben Houkes Rishod Sobirov            |
| 2012   | RUS  | Arsen Galstjan   | JPN    | Hiroaki Hiraoka            | BRA UZB | Felipe Kitadai Rishod Sobirov          |
| 2016   | RUS  | Beslan Moedranov | KAZ    | Yeldos Smetov              | UZB JPN | Diyorbek Oerozbojev Naohisa Takato     |
| 2020   | JPN  | Naohisa Takato   | TPE    | Yang Yung-wei              | FRA KAZ | Luka Mkheidze Yeldos Smetov            |
| 2024   | KAZ  | Yeldos Smetov    | FRA    | Luka Mkheidze              | JPN ESP | Ryuju Nagayama Francisco Garrigós      |

| Land | Goud | Zilver | Brons |
| ---- | ---- | ------ | ----- |
| JPN  | 5    | 1      | 4     |
| KOR  | 2    | 3      | 1     |
| RUS  | 2    | 0      | 0     |
| FRA  | 1    | 1      | 1     |
| KAZ  | 1    | 1      | 1     |
| EUN  | 1    | 0      | 0     |
| CUB  | 0    | 1      | 1     |
| USA  | 0    | 1      | 1     |
| AUT  | 0    | 1      | 0     |
| BRA  | 0    | 1      | 0     |
| GEO  | 0    | 1      | 0     |
| ITA  | 0    | 1      | 0     |
| TPE  | 0    | 1      | 0     |
| UZB  | 0    | 0      | 3     |
| GER  | 0    | 0      | 2     |
| MGL  | 0    | 0      | 2     |
| URS  | 0    | 0      | 2     |
| ESP  | 0    | 0      | 1     |
| GBR  | 0    | 0      | 1     |
| HUN  | 0    | 0      | 1     |
| KGZ  | 0    | 0      | 1     |
| NED  | 0    | 0      | 1     |

Meervoudige medaillewinnaars
| Succesvolste | Meervoudige                                                      |
| --- | ---------------------------------------------------------------- |
| 3-0-0 Tadahiro Nomura 1-1-1 Yeldos Smetov 1-1-0 Kim Jae-yup 1-0-1 Choi Min-ho 1-0-1 Shinji Hosokawa 1-0-1 Naohisa Takato | 0-1-1 Luka Mkheidze 0-0-2 Rishod Sobirov 0-0-2 Richard Trautmann |

### Half lichtgewicht
1980-1992: –65 kg
1996-2024: –66 kg
| Editie | Goud | Goud                   | Zilver | Zilver               | Brons   | Brons                                      |
| ------ | ---- | ---------------------- | ------ | -------------------- | ------- | ------------------------------------------ |
| 1980   | URS  | Nikolaj Solodoechin    | MGL    | Zenddjing Damdin     | BUL POL | Ilijan Nedkov Janusz Pawlovski             |
| 1984   | JPN  | Yoshiyuki Matsuoka     | KOR    | Hwang Jung-oh        | FRA AUT | Marc Alexandre Pepi Reiter                 |
| 1988   | KOR  | Lee Kyung-keun         | POL    | Janusz Pawlovski     | FRA JPN | Bruno Carabetta Yosuke Yamamoto            |
| 1992   | BRA  | Rogério Sampaio        | HUN    | Joszef Czak          | CUB GER | Israel Hernandez Planas Udo Quellmalz      |
| 1996   | GER  | Udo Quellmalz          | JPN    | Yukimasa Nakamura    | BRA CUB | Henrique Guimarães Israel Hernandez Planas |
| 2000   | TUR  | Hüseyin Özkan          | FRA    | Larbi Benboudaoud    | ITA GEO | Girolamo Giovinazzo Giorgi Vazagasjvili    |
| 2004   | JPN  | Masato Uchishiba       | SVK    | Jozef Krnac          | CUB BUL | Yordanis Arencibia Georhi Georgiev         |
| 2008   | JPN  | Masato Uchishiba       | FRA    | Benjamin Darbelet    | CUB PRK | Yordanis Arencibia Pak Chol-min            |
| 2012   | GEO  | Lasja Sjavdatoeasjvili | HUN    | Miklós Ungvári       | JPN KOR | Masashi Ebinuma Cho Jun-ho                 |
| 2016   | ITA  | Fabio Basile           | KOR    | An Ba-ul             | JPN UZB | Masashi Ebinuma Rishod Sobirov             |
| 2020   | JPN  | Hifumi Abe             | GEO    | Vazja Margvelasjvili | KOR BRA | An Ba-ul Daniel Cargnin                    |
| 2024   | JPN  | Hifumi Abe             | BRA    | Willian Lima         | KAZ MDA | Gusman Kyrgyzbayev Denis Vieru             |

| Land | Goud | Zilver | Brons |
| ---- | ---- | ------ | ----- |
| JPN  | 5    | 1      | 3     |
| KOR  | 1    | 2      | 2     |
| BRA  | 1    | 1      | 2     |
| GEO  | 1    | 1      | 1     |
| GER  | 1    | 0      | 1     |
| ITA  | 1    | 0      | 1     |
| TUR  | 1    | 0      | 0     |
| URS  | 1    | 0      | 0     |
| FRA  | 0    | 2      | 2     |
| HUN  | 0    | 2      | 0     |
| POL  | 0    | 1      | 1     |
| MGL  | 0    | 1      | 0     |
| SVK  | 0    | 1      | 0     |
| CUB  | 0    | 0      | 4     |
| BUL  | 0    | 0      | 2     |
| AUT  | 0    | 0      | 1     |
| KAZ  | 0    | 0      | 1     |
| MDA  | 0    | 0      | 1     |
| PRK  | 0    | 0      | 1     |
| UZB  | 0    | 0      | 1     |

Meervoudige medaillewinnaars
| Succesvolste                                                | Meervoudige |
| ----------------------------------------------------------- | --- |
| 2-0-0 Hifumi Abe 2-0-0 Masato Uchishiba 1-0-1 Udo Quellmalz | 0-1-1 An Ba-ul 0-1-1 Janusz Pawlovski 0-0-2 Yordanis Arencibia 0-0-2 Israel Hernandez Planas 0-0-2 Masashi Ebinuma |

### Lichtgewicht
1964: –68 kg
1972-1976: –63 kg
1980-1992: –71 kg
1996-2024: –73 kg
| Editie | Goud | Goud               | Zilver          | Zilver                 | Brons   | Brons                                   |
| ------ | ---- | ------------------ | --------------- | ---------------------- | ------- | --------------------------------------- |
| 1964   | JPN  | Takehide Nakatani  | SUI             | Eric Hänni             | URS     | Aron Bogoljoehov Oleg Stepanov          |
| 1972   | JPN  | Takao Kawaguchi    | niet uitgereikt | niet uitgereikt        | PRK FRA | Kim Yong-ik Jean-Jacques Mounier        |
| 1976   | CUB  | Héctor Rodríquez   | KOR             | Chang Eun-kyung        | ITA HUN | Felice Mariani József Tuncsik           |
| 1980   | ITA  | Ezio Gamba         | GBR             | Neil Adams             | MGL GDR | Ravdan Davaadalai Karl-Heinz Lehmann    |
| 1984   | KOR  | Ahn Byeong-keun    | ITA             | Ezio Gamba             | GBR BRA | Kerrith Brown Luiz Onmura               |
| 1988   | FRA  | Marc Alexandre     | GDR             | Sven Loll              | USA URS | Michael Swain Gueorggui Tenadze         |
| 1992   | JPN  | Toshihiko Koga     | HUN             | Bertalan Hajtos        | KOR ISR | Chung Hoon Oren Smadja                  |
| 1996   | JPN  | Kenzo Nakamura     | KOR             | Kwak Dae-sung          | FRA USA | Christophe Gagliano Jimmy Pedro         |
| 2000   | ITA  | Giuseppe Maddaloni | BRA             | Tiago Camilo           | BLR LAT | Anatoly Laryukov Vsevolods Zeļonijs     |
| 2004   | KOR  | Lee Won-hee        | RUS             | Vitaly Makarov         | BRA USA | Leandro Guilheiro Jimmy Pedro           |
| 2008   | AZE  | Elnur Mammadli     | KOR             | Wang Ki-chun           | TJK BRA | Rasul Bokiev Leandro Guilheiro          |
| 2012   | RUS  | Mansoer Isajev     | JPN             | Riki Nakaya            | MGL FRA | Nyam-Ochir Sainjargal Ugo Legrand       |
| 2016   | JPN  | Shohei Ono         | AZE             | Roestam Oroejov        | GEO BEL | Lasja Sjavdatoeasjvili Dirk Van Tichelt |
| 2020   | JPN  | Shohei Ono         | GEO             | Lasja Sjavdatoeasjvili | KOR MGL | An Chang-rim Tsogtbaatar Tsend-Ochir    |
| 2024   | AZE  | Hidayet Heydarov   | FRA             | Joan-Benjamin Gaba     | JPN MDA | Soichi Hashimoto Adil Osmanov           |

| Land | Goud | Zilver | Brons |
| ---- | ---- | ------ | ----- |
| JPN  | 6    | 1      | 1     |
| KOR  | 2    | 3      | 2     |
| ITA  | 2    | 1      | 1     |
| AZE  | 2    | 1      | 0     |
| RUS  | 1    | 1      | 0     |
| FRA  | 1    | 0      | 3     |
| CUB  | 1    | 0      | 0     |
| BRA  | 0    | 1      | 3     |
| GBR  | 0    | 1      | 1     |
| GDR  | 0    | 1      | 1     |
| GEO  | 0    | 1      | 1     |
| HUN  | 0    | 1      | 1     |
| FRA  | 0    | 1      | 0     |
| SUI  | 0    | 1      | 0     |
| MGL  | 0    | 0      | 3     |
| URS  | 0    | 0      | 3     |
| USA  | 0    | 0      | 3     |
| BEL  | 0    | 0      | 1     |
| BLR  | 0    | 0      | 1     |
| ISR  | 0    | 0      | 1     |
| LAT  | 0    | 0      | 1     |
| MDA  | 0    | 0      | 1     |
| PRK  | 0    | 0      | 1     |
| TJK  | 0    | 0      | 1     |

1. ↑  1972: De zilveren medaille werd gewonnen door Bakaava Buidaa uit Mongolië maar deze werd later gediskwalificeerd wegens gebruik van doping.

Meervoudige medaillewinnaars
| Succesvolste                      | Meervoudige                                                            |
| --------------------------------- | ---------------------------------------------------------------------- |
| 2-0-0 Shohei Ono 1-0-1 Ezio Gamba | 0-1-1 Lasja Sjavdatoeasjvili 0-0-2 Leandro Guilheiro 0-0-2 Jimmy Pedro |

### Half middengewicht
1972-1976: –70 kg
1980-1992: –78 kg
1996-2024: –81 kg
| Editie | Goud | Goud                 | Zilver | Zilver             | Brons   | Brons                                |
| ------ | ---- | -------------------- | ------ | ------------------ | ------- | ------------------------------------ |
| 1972   | JPN  | Toyokazu Nomura      | POL    | Antoni Zaijkowski  | GDR URS | Dietmar Hötger Anatoli Novikov       |
| 1976   | URS  | Vladimir Nevzorov    | JPN    | Koji Kuramoto      | POL FRA | Marian Talaj Patrick Vial            |
| 1980   | URS  | Sjota Chabareli      | CUB    | Juan Ferer La Hera | GDR FRA | Harald Heinke Bernard Tchoullouyan   |
| 1984   | FRG  | Frank Wieneke        | GBR    | Neil Adams         | ROU FRA | Mircea Fratiçă Michel Novak          |
| 1988   | POL  | Waldemar Legień      | FRG    | Frank Wieneke      | GDR URS | Torsten Brechot Bachir Varayev       |
| 1992   | JPN  | Hidehiko Yoshida     | USA    | Jason Morris       | FRA KOR | Bertrand Damaisin Kim Byung-joo      |
| 1996   | FRA  | Djamel Bouras        | JPN    | Toshihiko Koga     | KOR GEO | Cho In-chul Soso Liparteliani        |
| 2000   | JPN  | Makoto Takimoto      | KOR    | Cho In-chul        | EST POR | Aleksei Budõlin Nuno Delgado         |
| 2004   | GRE  | Ilias Iliadis        | UKR    | Roman Hontjoek     | BRA RUS | Flávio Canto Dmitri Nossov           |
| 2008   | GER  | Ole Bischof          | KOR    | Kim Jae-bum        | BRA UKR | Tiago Camilo Roman Hontjoek          |
| 2012   | KOR  | Kim Jae-bum          | GER    | Ole Bischof        | RUS CAN | Ivan Nifontov Antoine Valois-Fortier |
| 2016   | RUS  | Chasan Chalmoerzajev | USA    | Travis Stevens     | JPN UAE | Takanori Nagase Sergiu Toma          |
| 2020   | JPN  | Takanori Nagase      | MGL    | Saeid Mollaei      | AUT BEL | Shamil Borchashvili Matthias Casse   |
| 2024   | JPN  | Takanori Nagase      | GEO    | Tato Grigalasjvili | KOR TJK | Lee Joon-hwan Somon Makhmadbekov     |

| Land | Goud | Zilver | Brons |
| ---- | ---- | ------ | ----- |
| JPN  | 5    | 2      | 1     |
| URS  | 2    | 0      | 2     |
| KOR  | 1    | 2      | 3     |
| POL  | 1    | 1      | 1     |
| FRG  | 1    | 1      | 0     |
| GER  | 1    | 1      | 0     |
| FRA  | 1    | 0      | 4     |
| RUS  | 1    | 0      | 2     |
| GRE  | 1    | 0      | 0     |
| USA  | 0    | 2      | 0     |
| GEO  | 0    | 1      | 1     |
| UKR  | 0    | 1      | 1     |
| CUB  | 0    | 1      | 0     |
| GBR  | 0    | 1      | 0     |
| MGL  | 0    | 1      | 0     |
| GDR  | 0    | 0      | 3     |
| BRA  | 0    | 0      | 2     |
| AUT  | 0    | 0      | 1     |
| BEL  | 0    | 0      | 1     |
| CAN  | 0    | 0      | 1     |
| EST  | 0    | 0      | 1     |
| POR  | 0    | 0      | 1     |
| ROU  | 0    | 0      | 1     |
| TJK  | 0    | 0      | 1     |
| UAE  | 0    | 0      | 1     |

Meervoudige medaillewinnaars
| Succesvolste                                                                  | Meervoudige                            |
| ----------------------------------------------------------------------------- | -------------------------------------- |
| 2-0-1 Takanori Nagase 1-1-0 Ole Bischof 1-1-0 Kim Jae-bum 1-1-0 Frank Wieneke | 0-1-1 Cho In-chul 0-1-1 Roman Hontjoek |

### Middengewicht
1964-1976: –80 kg
1980-1992: –86 kg
1996-2024: –90 kg
| Editie | Goud | Goud               | Zilver | Zilver              | Brons   | Brons                                        |
| ------ | ---- | ------------------ | ------ | ------------------- | ------- | -------------------------------------------- |
| 1964   | JPN  | Isao Okano         | EUA    | Wolfgang Hofmann    | USA KOR | James Bregman Kim Eui-tae                    |
| 1972   | JPN  | Shinobu Sekine     | KOR    | Oh Seung-lip        | FRA GBR | Jean-Paul Coché Brian Jacks                  |
| 1976   | JPN  | Isamu Sonoda       | URS    | Valeri Dvoinikov    | YUG KOR | Slavko Obadov Park Yong-chul                 |
| 1980   | SUI  | Jürg Röthlisberger | CUB    | Isaac Azcuy Oliva   | URS GDR | Alexander Jazkevitsj Detlef Ultsch           |
| 1984   | AUT  | Peter Seisenbacher | USA    | Robert Berland      | BRA JPN | Walter Carmona Seiki Nose                    |
| 1988   | AUT  | Peter Seisenbacher | URS    | Vladimir Chestakov  | JPN NED | Akinobu Osako Ben Spijkers                   |
| 1992   | POL  | Waldemar Legień    | FRA    | Pascal Tayot        | CAN JPN | Nicolas Gill Hirotaka Okada                  |
| 1996   | KOR  | Jeon Ki-Young      | UZB    | Armen Bagdasarov    | NED GER | Mark Huizinga Marko Spittka                  |
| 2000   | NED  | Mark Huizinga      | BRA    | Carlos Honorato     | FRA UKR | Frédéric Demontfaucon Ruslan Mashurenko      |
| 2004   | GEO  | Zoerab Zviadaoeri  | JPN    | Hiroshi Izumi       | NED RUS | Mark Huizinga Khasanbi Taov                  |
| 2008   | GEO  | Irakli Tsirekidze  | ALG    | Amar Benikhlef      | SUI EGY | Sergei Aschwanden Hesham Mesbah              |
| 2012   | KOR  | Song Dae-nam       | CUB    | Asley Gonzalez      | GRE JPN | Ilias Iliadis Masashi Nishiyama              |
| 2016   | JPN  | Mashu Baker        | GEO    | Varlam Liparteliani | CHN KOR | Cheng Xunzhao Gwak Dong-han                  |
| 2020   | GEO  | Lasja Bekaoeri     | GER    | Eduard Trippel      | UZB HUN | Davlat Bobonov Krisztián Tóth                |
| 2024   | GEO  | Lasja Bekaoeri     | JPN    | Sanshiro Murao      | FRA GRE | Maxime-Gaël Ngayap Hambou Theodoros Tselidis |

| Land | Goud | Zilver | Brons |
| ---- | ---- | ------ | ----- |
| JPN  | 4    | 2      | 4     |
| GEO  | 4    | 1      | 0     |
| AUT  | 2    | 0      | 0     |
| KOR  | 1    | 1      | 3     |
| NED  | 1    | 0      | 3     |
| SUI  | 1    | 0      | 1     |
| POL  | 1    | 0      | 0     |
| PRK  | 1    | 0      | 0     |
| URS  | 0    | 2      | 1     |
| FRA  | 0    | 1      | 3     |
| BRA  | 0    | 1      | 1     |
| GER  | 0    | 1      | 1     |
| USA  | 0    | 1      | 1     |
| UZB  | 0    | 1      | 1     |
| CUB  | 0    | 2      | 0     |
| ALG  | 0    | 1      | 0     |
| EUA  | 0    | 1      | 0     |
| GRE  | 0    | 0      | 2     |
| CAN  | 0    | 0      | 1     |
| CHN  | 0    | 0      | 1     |
| EGY  | 0    | 0      | 1     |
| GBR  | 0    | 0      | 1     |
| GDR  | 0    | 0      | 1     |
| HUN  | 0    | 0      | 1     |
| RUS  | 0    | 0      | 1     |
| UKR  | 0    | 0      | 1     |
| YUG  | 0    | 0      | 1     |

Meervoudige medaillewinnaars
| Succesvolste                                                      | Meervoudige |
| ----------------------------------------------------------------- | ----------- |
| 2-0-0 Peter Seisenbacher 2-0-0 Lasja Bekaoeri 1-0-2 Mark Huizinga |             |

### Half zwaargewicht
1972-1976: –93 kg
1980-1992: –95 kg
1996-2024: –100 kg
| Editie | Goud | Goud                 | Zilver | Zilver              | Brons   | Brons                                  |
| ------ | ---- | -------------------- | ------ | ------------------- | ------- | -------------------------------------- |
| 1972   | URS  | Sjota Tsjotsjisjvili | GBR    | David Starbrook     | FRG BRA | Paul Barth Chiaki Ishii                |
| 1976   | JPN  | Kazuhiro Ninomiya    | URS    | Ramas Sjarsjiladse  | SUI GBR | Jürg Röthlisberger David Starbrook     |
| 1980   | BEL  | Robert Van de Walle  | URS    | Tengis Sjubuluri    | GDR NED | Dietmar Lorenz Henk Numan              |
| 1984   | KOR  | Ha Hyoung-zoo        | BRA    | Douglas Vieira      | ISL FRG | Bjarni Friddriksson Günther Neureuther |
| 1988   | BRA  | Aurélio Miguel       | FRG    | Marc Meiling        | GBR BEL | Dennis Stewart Robert Van de Walle     |
| 1992   | HUN  | Antal Kovács         | GBR    | Raymond Stevens     | NED EUN | Theo Meijer Dmitri Sergejev            |
| 1996   | POL  | Paweł Nastula        | KOR    | Kim Min-soo         | BRA FRA | Aurélio Miguel Stéphane Traineau       |
| 2000   | JPN  | Kosei Inoue          | CAN    | Nicolas Gill        | RUS FRA | Yuri Stepkine Stéphane Traineau        |
| 2004   | BLR  | Ihor Makarov         | KOR    | Jang Sung-ho        | GER ISR | Michael Jurack Ariel Ze'evi            |
| 2008   | MGL  | Tuvshinbayar Naidan  | KGZ    | Askhat Zhitkeyev    | NED AZE | Henk Grol Movlud Miraliyev             |
| 2012   | RUS  | Tagir Chajboelajev   | MGL    | Tuvshinbayar Naidan | NED GER | Henk Grol Dimitri Peters               |
| 2016   | CZE  | Lukáš Krpálek        | AZE    | Elmar Gasimov       | JPN FRA | Ryunosuke Haga Cyrille Maret           |
| 2020   | JPN  | Aaron Wolf           | KOR    | Cho Gu-ham          | POR ROC | Jorge Fonseca Niaz Iliasov             |
| 2024   | AZE  | Zelym Kotsoiev       | GEO    | Ilia Sulamanidze    | ISR UZB | Peter Paltchik Muzaffarbek Turoboyev   |

| Land | Goud | Zilver | Brons |
| ---- | ---- | ------ | ----- |
| JPN  | 3    | 0      | 1     |
| KOR  | 1    | 3      | 0     |
| URS  | 1    | 2      | 0     |
| BRA  | 1    | 1      | 2     |
| AZE  | 1    | 1      | 1     |
| MGL  | 1    | 1      | 0     |
| RUS  | 1    | 0      | 1     |
| BEL  | 1    | 0      | 1     |
| BLR  | 1    | 0      | 0     |
| CZE  | 1    | 0      | 0     |
| HUN  | 1    | 0      | 0     |
| POL  | 1    | 0      | 0     |
| GBR  | 0    | 2      | 2     |
| FRG  | 0    | 1      | 2     |
| CAN  | 0    | 1      | 0     |
| GEO  | 0    | 1      | 0     |
| KGZ  | 0    | 1      | 0     |
| NED  | 0    | 0      | 4     |
| FRA  | 0    | 0      | 3     |
| ISR  | 0    | 0      | 2     |
| GER  | 0    | 0      | 2     |
| EUN  | 0    | 0      | 1     |
| GDR  | 0    | 0      | 1     |
| ISL  | 0    | 0      | 1     |
| POR  | 0    | 0      | 1     |
| ROC  | 0    | 0      | 1     |
| SUI  | 0    | 0      | 1     |
| UZB  | 0    | 0      | 1     |

Meervoudige medaillewinnaars
| Succesvolste                                                             | Meervoudige                                                   |
| ------------------------------------------------------------------------ | ------------------------------------------------------------- |
| 1-1-0 Tuvshinbayar Naidan 1-0-1 Aurélio Miguel 1-0-1 Robert Van de Walle | 0-1-1 David Starbrook 0-0-2 Henk Grol 0-0-2 Stéphane Traineau |

### Zwaargewicht
1964: +80 kg
1972-1976: +93 kg
1980-1992: +95 kg
1996-2024: +100 kg
| Editie | Goud | Goud                  | Zilver | Zilver               | Brons   | Brons                                 |
| ------ | ---- | --------------------- | ------ | -------------------- | ------- | ------------------------------------- |
| 1964   | JPN  | Isao Inokuma          | CAN    | Alfred Harold Rogers | URS     | Ansor Kiknadse Parnaos Tsjikviladse   |
| 1972   | NED  | Wim Ruska             | FRG    | Klaus Glahn          | JPN URS | Motoki Nishimura Givi Onatsjvili      |
| 1976   | URS  | Serhei Novikov        | FRG    | Günther Neurather    | USA JPN | Allan Coage Sumio Endo                |
| 1980   | FRA  | Angelo Parisi         | BUL    | Dimitar Zaprianov    | TCH YUG | Vladimir Cocman Radomir Kovacevic     |
| 1984   | JPN  | Hitoshi Saito         | FRA    | Angelo Parisi        | CAN KOR | Mark Berger Cho Yong-chul             |
| 1988   | JPN  | Hitoshi Saito         | GDR    | Henry Stöhr          | KOR URS | Cho Yong-chul Gregori Veritchev       |
| 1992   | EUN  | Davit Chachaleisjvili | JPN    | Naoya Ogawa          | HUN FRA | Imre Csosz David Douillet             |
| 1996   | FRA  | David Douillet        | ESP    | Ernesto Perez        | GER BEL | Frank Möller Harry Van Barneveld      |
| 2000   | FRA  | David Douillet        | JPN    | Shinichi Shinohara   | EST RUS | Indrek Pertelson Tamerlan Tmenov      |
| 2004   | JPN  | Keiji Suzuki          | RUS    | Tamerlan Tmenov      | NED EST | Dennis van der Geest Indrek Pertelson |
| 2008   | JPN  | Satoshi Ishii         | UZB    | Abdullo Tangriev     | CUB FRA | Oscar Brayson Teddy Riner             |
| 2012   | FRA  | Teddy Riner           | RUS    | Alexander Mikhaylin  | BRA GER | Rafael Silva Andreas Tölzer           |
| 2016   | FRA  | Teddy Riner           | JPN    | Hisayoshi Harasawa   | ISR BRA | Or Sasson Rafael Silva                |
| 2020   | CZE  | Lukáš Krpálek         | GEO    | Goeram Toesjisjvili  | FRA ROC | Teddy Riner Tamerlan Basjajev         |
| 2024   | FRA  | Teddy Riner           | KOR    | Kim Min-jong         | TJK UZB | Temur Rakhimov Alisher Yusupov        |

| Land | Goud | Zilver | Brons |
| ---- | ---- | ------ | ----- |
| FRA  | 6    | 1      | 3     |
| JPN  | 5    | 3      | 2     |
| URS  | 1    | 0      | 4     |
| NED  | 1    | 0      | 1     |
| CZE  | 1    | 0      | 0     |
| EUN  | 1    | 0      | 0     |
| RUS  | 0    | 2      | 1     |
| FRG  | 0    | 2      | 0     |
| KOR  | 0    | 1      | 2     |
| CAN  | 0    | 1      | 1     |
| UZB  | 0    | 1      | 1     |
| BUL  | 0    | 1      | 0     |
| ESP  | 0    | 1      | 0     |
| GDR  | 0    | 1      | 0     |
| GEO  | 0    | 1      | 0     |
| BRA  | 0    | 0      | 2     |
| EST  | 0    | 0      | 2     |
| GER  | 0    | 0      | 2     |
| BEL  | 0    | 0      | 1     |
| CUB  | 0    | 0      | 1     |
| HUN  | 0    | 0      | 1     |
| ISR  | 0    | 0      | 1     |
| ROC  | 0    | 0      | 1     |
| TCH  | 0    | 0      | 1     |
| TJK  | 0    | 0      | 1     |
| USA  | 0    | 0      | 1     |
| YUG  | 0    | 0      | 1     |

Meervoudige medaillewinnaars
| Succesvolste                                                                   | Meervoudige                                                                         |
| ------------------------------------------------------------------------------ | ----------------------------------------------------------------------------------- |
| 3-0-2 Teddy Riner 2-0-1 David Douillet 2-0-0 Hitoshi Saito 1-1-0 Angelo Parisi | 0-1-1 Tamerlan Tmenov 0-0-2 Cho Yong-chul 0-0-2 Indrek Pertelson 0-0-2 Rafael Silva |

### Medaillewinnaars in verschillende solo klassen
| Succesvolste | Meervoudige |
| --- | --- |
| 2-0-0 Lukáš Krpálek 2-0-0 Waldemar Legień 2-0-0 Wim Ruska 1-2-1 Angelo Parisi 1-1-1 Lasja Sjavdatoeasjvili 1-1-0 Toshihiko Koga 1-0-1 Marc Alexandre 1-0-1 Ilias Iliadis 1-0-1 Dietmar Lorenz 1-0-1 Jürg Röthlisberger 1-0-1 Sjota Tsjotsjisjvili | 0-2-0 Neil Adams 0-1-1 Tiago Camilo 0-1-1 Nicolas Gill 0-1-1 Girolamo Giovinazzo 0-1-1 Klaus Glahn 0-1-1 Günther Neurather 0-0-3 Rishod Sobirov |

## Vrouwen

### Extra lichtgewicht
1992-2024: –48 kg
| Editie | Goud | Goud              | Zilver | Zilver                  | Brons   | Brons                               |
| ------ | ---- | ----------------- | ------ | ----------------------- | ------- | ----------------------------------- |
| 1992   | FRA  | Cécile Nowak      | JPN    | Ryoko Tamura            | CUB TUR | Amarilis Savon Hulya Senyurt        |
| 1996   | PRK  | Kye Sun-hui       | JPN    | Ryoko Tamura            | CUB ESP | Amarilis Savon Yolanda Soler        |
| 2000   | JPN  | Ryoko Tamura      | RUS    | Lioubov Brouletova      | GER BEL | Anna-Maria Gradante Ann Simons      |
| 2004   | JPN  | Ryoko Tani-Tamura | FRA    | Frederique Jossinet     | CHN GER | Gao Feng Julia Matijass             |
| 2008   | ROU  | Alina Dumitru     | CUB    | Yanet Bermoy            | ARG JPN | Paula Pareto Ryoko Tani-Tamura      |
| 2012   | BRA  | Sarah Menezes     | ROU    | Alina Dumitru           | HUN BEL | Éva Csernoviczki Charline Van Snick |
| 2016   | ARG  | Paula Pareto      | KOR    | Jeong Bo-kyeong         | KAZ JPN | Otgontsetseg Galbadrakhyn Ami Kondo |
| 2020   | KOS  | Distria Krasniqi  | JPN    | Funa Tonaki             | UKR MGL | Daria Bilodid Urantsetseg Munkhbat  |
| 2024   | JPN  | Natsumi Tsunoda   | MGL    | Bavuudorjiin Baasankhüü | FRA SWE | Shirine Boukli Tara Babulfath       |

| Land | Goud | Zilver | Brons |
| ---- | ---- | ------ | ----- |
| JPN  | 3    | 3      | 2     |
| FRA  | 1    | 1      | 1     |
| ROU  | 1    | 1      | 0     |
| ARG  | 1    | 0      | 1     |
| BRA  | 1    | 0      | 0     |
| KOS  | 1    | 0      | 0     |
| PRK  | 1    | 0      | 0     |
| CUB  | 0    | 1      | 2     |
| MGL  | 0    | 1      | 1     |
| KAZ  | 0    | 1      | 0     |
| KOR  | 0    | 1      | 0     |
| RUS  | 0    | 1      | 0     |
| BEL  | 0    | 0      | 2     |
| GER  | 0    | 0      | 2     |
| CHN  | 0    | 0      | 1     |
| ESP  | 0    | 0      | 1     |
| HUN  | 0    | 0      | 1     |
| SWE  | 0    | 0      | 1     |
| TUR  | 0    | 0      | 1     |
| UKR  | 0    | 0      | 1     |

Meervoudige medaillewinnaars
| Succesvolste                                                   | Meervoudige          |
| -------------------------------------------------------------- | -------------------- |
| 2-2-1 Ryoko Tani-Tamura 1-1-0 Alina Dumitru 1-0-1 Paula Pareto | 0-0-2 Amarilis Savon |

### Half lichtgewicht
1992-2024: –52 kg
| Editie | Goud | Goud                 | Zilver | Zilver                   | Brons   | Brons                               |
| ------ | ---- | -------------------- | ------ | ------------------------ | ------- | ----------------------------------- |
| 1992   | ESP  | Almudena Muñoz       | JPN    | Noriko Mizogushi         | GBR CHN | Sharon Rendle Li Zhongyun           |
| 1996   | FRA  | Marie-Claire Restoux | KOR    | Hyun Sook-hee            | JPN CUB | Noriko Sugawara Legna Verdecia      |
| 2000   | CUB  | Legna Verdecia       | JPN    | Noriko Sugawara-Narazaki | PRK CHN | Kye Sun-hui Liu Yuxiang             |
| 2004   | CHN  | Xian Dongmei         | JPN    | Juki Yokosawa            | BEL CUB | Ilse Heylen Amarilys Savon          |
| 2008   | CHN  | Xian Dongmei         | PRK    | An Kum-ae                | ALG JPN | Soraya Haddad Misato Nakamura       |
| 2012   | PRK  | An Kum-ae            | CUB    | Yanet Bermoy             | ITA FRA | Rosalba Forciniti Priscilla Gneto   |
| 2016   | KOS  | Majlinda Kelmendi    | ITA    | Odette Giuffrida         | RUS JPN | Natalja Koezjoetina Misato Nakamura |
| 2020   | JPN  | Uta Abe              | FRA    | Amandine Buchard         | GBR ITA | Chelsie Giles Odette Giuffrida      |
| 2024   | UZB  | Diyora Keldiyorova   | KOS    | Distria Krasniqi         | BRA FRA | Larissa Pimenta Amandine Buchard    |

| Land | Goud | Zilver | Brons |
| ---- | ---- | ------ | ----- |
| CHN  | 2    | 0      | 2     |
| JPN  | 1    | 3      | 3     |
| CUB  | 1    | 1      | 2     |
| FRA  | 1    | 1      | 2     |
| KOS  | 1    | 1      | 0     |
| PRK  | 1    | 1      | 0     |
| ESP  | 1    | 0      | 0     |
| UZB  | 1    | 0      | 0     |
| ITA  | 0    | 1      | 2     |
| KOR  | 0    | 1      | 1     |
| GBR  | 0    | 0      | 2     |
| ALG  | 0    | 0      | 1     |
| BRA  | 0    | 0      | 1     |
| BEL  | 0    | 0      | 1     |
| RUS  | 0    | 0      | 1     |

Meervoudige medaillewinnaars
| Succesvolste                                            | Meervoudige                                                                                        |
| ------------------------------------------------------- | -------------------------------------------------------------------------------------------------- |
| 2-0-0 Xian Dongmei 1-1-0 An Kum-ae 1-0-1 Legna Verdecia | 0-1-1 Amandine Buchard 0-1-1 Odette Giuffrida 0-1-1 Noriko Sugawara-Narazaki 0-0-2 Misato Nakamura |

### Lichtgewicht
1992-1996: -56 kg
2000-2024: -57 kg
| Editie | Goud | Goud               | Zilver | Zilver               | Brons   | Brons                                  |
| ------ | ---- | ------------------ | ------ | -------------------- | ------- | -------------------------------------- |
| 1992   | ESP  | Miriam Blasco      | GBR    | Nicola Fairbrother   | CUB JPN | Driulis González Chiyori Tateno        |
| 1996   | CUB  | Driulis González   | KOR    | Jung Sun-yong        | ESP BEL | Isabel Fernández Marie-Isabelle Lomba  |
| 2000   | ESP  | Isabel Fernández   | CUB    | Driulis González     | JPN AUS | Kie Kusakabe Maria Pekli               |
| 2004   | GER  | Yvonne Bönisch     | PRK    | Kye Sun-hui          | NED CUB | Deborah Gravenstijn Yurisleidy Lupetey |
| 2008   | ITA  | Giulia Quintavalle | NED    | Deborah Gravenstijn  | BRA CHN | Ketleyn Lima Quadros Xu Yan            |
| 2012   | JPN  | Kaori Matsumoto    | ROU    | Corina Căprioriu     | USA FRA | Marti Malloy Automne Pavia             |
| 2016   | BRA  | Rafaela Silva      | MGL    | Sumiya Dorjsuren     | JPN POR | Kaori Matsumoto Telma Monteiro         |
| 2020   | KOS  | Nora Gjakova       | FRA    | Sarah-Léonie Cysique | CAN JPN | Jessica Klimkait Tsukasa Yoshida       |
| 2024   | CAN  | Christa Deguchi    | KOR    | Huh Mi-mi            | JPN FRA | Haruka Funakubo Sarah-Léonie Cysique   |

| Land | Goud | Zilver | Brons |
| ---- | ---- | ------ | ----- |
| ESP  | 2    | 0      | 1     |
| CUB  | 1    | 1      | 2     |
| JPN  | 1    | 0      | 5     |
| BRA  | 1    | 0      | 1     |
| GER  | 1    | 0      | 0     |
| ITA  | 1    | 0      | 0     |
| KOS  | 1    | 0      | 0     |
| CAN  | 1    | 0      | 1     |
| KOR  | 0    | 2      | 0     |
| FRA  | 0    | 1      | 2     |
| NED  | 0    | 1      | 1     |
| GBR  | 0    | 1      | 0     |
| MGL  | 0    | 1      | 0     |
| PRK  | 0    | 1      | 0     |
| ROU  | 0    | 1      | 0     |
| AUS  | 0    | 0      | 1     |
| BEL  | 0    | 0      | 1     |
| CHN  | 0    | 0      | 1     |
| POR  | 0    | 0      | 1     |
| USA  | 0    | 0      | 1     |

Meervoudige medaillewinnaars
| Succesvolste                                                        | Meervoudige                                          |
| ------------------------------------------------------------------- | ---------------------------------------------------- |
| 1-1-1 Driulis González 1-0-1 Isabel Fernández 1-0-1 Kaori Matsumoto | 0-1-1 Sarah-Léonie Cysique 0-1-1 Deborah Gravenstijn |

### Half middengewicht
1992-1996: -61 kg
2000-2024: -63 kg
| Editie | Goud | Goud                    | Zilver | Zilver               | Brons   | Brons                                         |
| ------ | ---- | ----------------------- | ------ | -------------------- | ------- | --------------------------------------------- |
| 1992   | FRA  | Catherine Fleury-Vachon | ISR    | Yael Arad            | EUN CHN | Elena Patrova Zhang Di                        |
| 1996   | JPN  | Yuko Emoto              | BEL    | Gella Vandecaveye    | NED KOR | Jenny Gal Jung Sung-sook                      |
| 2000   | FRA  | Séverine Vandenhende    | CHN    | Li Shufang           | KOR BEL | Jung Sung-sook Gella Vandecaveye              |
| 2004   | JPN  | Ayumi Tanimoto          | AUT    | Claudia Heill        | CUB SLO | Driulis González Urška Žolnir                 |
| 2008   | JPN  | Ayumi Tanimoto          | FRA    | Lucie Décosse        | NED PRK | Elisabeth Willeboordse Won Ok-im              |
| 2012   | SLO  | Urška Žolnir            | CHN    | Xu Lili              | FRA JPN | Gévrise Émane Yoshie Ueno                     |
| 2016   | SLO  | Tina Trstenjak          | FRA    | Clarisse Agbegnenou  | NED ISR | Anicka van Emden Yarden Gerbi                 |
| 2020   | FRA  | Clarisse Agbegnenou     | SLO    | Tina Trstenjak       | CAN ITA | Catherine Beauchemin-Pinard Maria Centracchio |
| 2024   | SLO  | Andreja Leški           | MEX    | Prisca Awiti Alcaraz | FRA KOS | Clarisse Agbegnenou Laura Fazliu              |

| Land | Goud | Zilver | Brons |
| ---- | ---- | ------ | ----- |
| FRA  | 3    | 1      | 3     |
| SLO  | 3    | 1      | 1     |
| JPN  | 3    | 0      | 1     |
| CHN  | 0    | 2      | 1     |
| BEL  | 0    | 1      | 1     |
| ISR  | 0    | 1      | 1     |
| AUT  | 0    | 1      | 0     |
| MEX  | 0    | 1      | 0     |
| NED  | 0    | 0      | 3     |
| KOR  | 0    | 0      | 2     |
| CAN  | 0    | 0      | 1     |
| CUB  | 0    | 0      | 1     |
| EUN  | 0    | 0      | 1     |
| ITA  | 0    | 0      | 1     |
| KOS  | 0    | 0      | 1     |
| PRK  | 0    | 0      | 1     |

Meervoudige medaillewinnaars
| Succesvolste                                                                           | Meervoudige                                  |
| -------------------------------------------------------------------------------------- | -------------------------------------------- |
| 2-0-0 Ayumi Tanimoto 1-1-1 Clarisse Agbegnenou 1-1-0 Tina Trstenjak 1-0-1 Urška Žolnir | 0-1-1 Gella Vandecaveye 0-0-2 Jung Sung-sook |

### Middengewicht
1992-1996: –66 kg
2000-2024: –70 kg
| Editie | Goud | Goud             | Zilver | Zilver               | Brons   | Brons                               |
| ------ | ---- | ---------------- | ------ | -------------------- | ------- | ----------------------------------- |
| 1992   | CUB  | Odalis Revé      | ITA    | Emanuela Pierantozzi | GBR BEL | Kate Howey Heidi Rakels             |
| 1996   | KOR  | Cho Min-sun      | POL    | Aneta Szczepanska    | CHN NED | Wang Xianbo Claudia Zwiers          |
| 2000   | CUB  | Sibelis Veranes  | GBR    | Kate Howey           | KOR ITA | Cho Min-sun Ylenia Scapin           |
| 2004   | JPN  | Masae Ueno       | NED    | Edith Bosch          | GER CHN | Annett Böhm Qin Dongya              |
| 2008   | JPN  | Masae Ueno       | CUB    | Anaysi Hernández     | NED USA | Edith Bosch Ronda Rousey            |
| 2012   | FRA  | Lucie Décosse    | GER    | Kerstin Thiele       | COL NED | Yuri Alvear Edith Bosch             |
| 2016   | JPN  | Haruka Tachimoto | COL    | Yuri Alvear          | GBR GER | Sally Conway Laura Vargas Koch      |
| 2020   | JPN  | Chizuru Arai     | AUT    | Michaela Polleres    | NED ROC | Sanne van Dijke Madina Taimazova    |
| 2024   | CRO  | Barbara Matić    | GER    | Miriam Butkereit     | AUT BEL | Michaela Polleres Gabriella Willems |

| Land | Goud | Zilver | Brons |
| ---- | ---- | ------ | ----- |
| JPN  | 4    | 0      | 0     |
| CUB  | 2    | 1      | 0     |
| KOR  | 1    | 0      | 1     |
| FRA  | 1    | 0      | 0     |
| CRO  | 1    | 0      | 0     |
| GER  | 0    | 2      | 2     |
| NED  | 0    | 1      | 4     |
| GBR  | 0    | 1      | 2     |
| AUT  | 0    | 1      | 1     |
| COL  | 0    | 1      | 1     |
| ITA  | 0    | 1      | 1     |
| POL  | 0    | 1      | 0     |
| BEL  | 0    | 0      | 2     |
| CHN  | 0    | 0      | 2     |
| ROC  | 0    | 0      | 1     |
| USA  | 0    | 0      | 1     |

Meervoudige medaillewinnaars
| Succesvolste                       | Meervoudige                                                                  |
| ---------------------------------- | ---------------------------------------------------------------------------- |
| 2-0-0 Masae Ueno 1-0-1 Cho Min-sun | 0-1-2 Edith Bosch 0-1-1 Michaela Polleres 0-1-1 Yuri Alvear 0-1-1 Kate Howey |

### Half zwaargewicht
1992-1996: -72 kg
2000-2024: -78 kg
| Editie | Goud | Goud           | Zilver | Zilver            | Brons   | Brons                                       |
| ------ | ---- | -------------- | ------ | ----------------- | ------- | ------------------------------------------- |
| 1992   | KOR  | Kim Mi-jung    | JPN    | Yoko Tanabe       | NED FRA | Irene de Kok Laetitia Meignan               |
| 1996   | BEL  | Ulla Werbrouck | JPN    | Yoko Tanabe       | CUB ITA | Diadenis Luna Ylenia Scapin                 |
| 2000   | CHN  | Tang Lin       | FRA    | Céline Lebrun     | ITA ROU | Emanuela Pierantozzi Simona Marcela Richter |
| 2004   | JPN  | Noriko Anno    | CHN    | Liu Xia           | CUB ITA | Yurisel Laborde Lucia Morico                |
| 2008   | CHN  | Yang Xiuli     | CUB    | Yalennis Castillo | KOR FRA | Jeong Gyeon-mi Stephanie Possamai           |
| 2012   | USA  | Kayla Harrison | GBR    | Gemma Gibbons     | BRA FRA | Mayra Aguiar Audrey Tcheuméo                |
| 2016   | USA  | Kayla Harrison | FRA    | Audrey Tcheuméo   | BRA SLO | Mayra Aguiar Anamari Velenšek               |
| 2020   | JPN  | Shori Hamada   | FRA    | Madeleine Malonga | BRA GER | Mayra Aguiar Anna-Maria Wagner              |
| 2024   | ITA  | Alice Bellandi | ISR    | Inbar Lanir       | CHN POR | Ma Zhenzhao Patrícia Sampaio                |

| Land | Goud | Zilver | Brons |
| ---- | ---- | ------ | ----- |
| JPN  | 2    | 2      | 0     |
| CHN  | 2    | 1      | 1     |
| USA  | 2    | 0      | 0     |
| ITA  | 1    | 0      | 3     |
| KOR  | 1    | 0      | 1     |
| BEL  | 1    | 0      | 0     |
| FRA  | 0    | 3      | 3     |
| CUB  | 0    | 1      | 2     |
| GBR  | 0    | 1      | 0     |
| ISR  | 0    | 1      | 0     |
| BRA  | 0    | 0      | 3     |
| GER  | 0    | 0      | 1     |
| NED  | 0    | 0      | 1     |
| ROU  | 0    | 0      | 1     |
| POR  | 0    | 0      | 1     |
| SLO  | 0    | 0      | 1     |

Meervoudige medaillewinnaars
| Succesvolste         | Meervoudige                                                |
| -------------------- | ---------------------------------------------------------- |
| 2-0-0 Kayla Harrison | 0-2-0 Yoko Tanabe 0-1-1 Audrey Tcheuméo 0-0-3 Mayra Aguiar |

### Zwaargewicht
1992-1996: +72 kg
2000-2024: +78 kg
| Editie | Goud | Goud           | Zilver | Zilver           | Brons   | Brons                           |
| ------ | ---- | -------------- | ------ | ---------------- | ------- | ------------------------------- |
| 1992   | CHN  | Zhuang Xiaoyan | CUB    | Estela Rodriquez | FRA JPN | Natalia Lupino Yoko Sakane      |
| 1996   | CHN  | Sun Fuming     | CUB    | Estela Rodriquez | FRA GER | Christine Cicot Johanna Hagn    |
| 2000   | CHN  | Yuan Hua       | CUB    | Daima Beltrán    | KOR JPN | Kim Seon-young Mayumi Yamashita |
| 2004   | JPN  | Maki Tsukada   | CUB    | Daima Beltrán    | RUS CHN | Tea Donguzeshvili Sun Fuming    |
| 2008   | CHN  | Tong Wen       | JPN    | Maki Tsukada     | CUB SLO | Idalys Ortíz Lucija Polavder    |
| 2012   | CUB  | Idalys Ortíz   | JPN    | Mika Sugimoto    | GBR CHN | Karina Bryant Tong Wen          |
| 2016   | FRA  | Émilie Andéol  | CUB    | Idalys Ortíz     | JPN CHN | Kanae Yamabe Yu Song            |
| 2020   | JPN  | Akira Sone     | CUB    | Idalys Ortíz     | FRA AZE | Romane Dicko Irina Kindzerska   |
| 2024   | BRA  | Beatriz Souza  | ISR    | Raz Hershko      | FRA KOR | Romane Dicko Kim Ha-yun         |

| Land | Goud | Zilver | Brons |
| ---- | ---- | ------ | ----- |
| CHN  | 4    | 0      | 3     |
| JPN  | 2    | 2      | 3     |
| CUB  | 1    | 6      | 1     |
| FRA  | 1    | 0      | 4     |
| BRA  | 1    | 0      | 0     |
| ISR  | 0    | 1      | 0     |
| KOR  | 0    | 0      | 2     |
| AZE  | 0    | 0      | 1     |
| GBR  | 0    | 0      | 1     |
| GER  | 0    | 0      | 1     |
| RUS  | 0    | 0      | 1     |
| SLO  | 0    | 0      | 1     |

Meervoudige medaillewinnaars
| Succesvolste                                                          | Meervoudige                                                   |
| --------------------------------------------------------------------- | ------------------------------------------------------------- |
| 1-2-1 Idalys Ortíz 1-1-0 Maki Tsukada 1-0-1 Sun Fuming 1-0-1 Tong Wen | 0-2-0 Daima Beltrán 0-2-0 Estela Rodriquez 0-0-2 Romane Dicko |

### Medaillewinnaars in verschillende solo klassen
| Succesvolste                                                                            | Meervoudige                                                                            |
| --------------------------------------------------------------------------------------- | -------------------------------------------------------------------------------------- |
| 1-1-2 Driulis González 1-1-1 Kye Sun-hui (3) 1-1-0 Lucie Décosse 1-1-0 Distria Krasniqi | 0-2-0 Yanet Bermoy 0-1-1 Emanuela Pierantozzi 0-0-3 Amarilis Savon 0-0-2 Ylenia Scapin |

## Gemengd team
| Editie | Goud | Zilver | Brons | Brons |
| ------ | --- | --- | --- | --- |
| 2020   | Frankrijk Clarisse Agbegnenou Sarah-Léonie Cysique Romane Dicko Margaux Pinot Guillaume Chaine Axel Clerget Teddy Riner Amandine Buchard * Madeleine Malonga * Alexandre Iddir * Kilian Le Blouch * | Japan Uta Abe Chizuru Arai Akira Sone Tsukasa Yoshida Shoichiro Mukai Shohei Ono Aaron Wolf Shori Hamada * Miku Tashiro * Hifumi Abe * Hisayoshi Harasawa * Takanori Nagase *                                                                   | Duitsland Jasmin Grabowski Giovanna Scoccimarro Theresa Stoll Martyna Trajdos Anna-Maria Wagner Johannes Frey Karl-Richard Frey Dominic Ressel Sebastian Seidl Eduard Trippel Igor Wandtke Katharina Menz * | Israël Raz Hershko Timna Nelson-Levy Gili Sharir Tohar Butbul Li Kochman Sagi Muki Peter Paltchik Or Sasson Inbar Lanir * Shira Rishony * Baruch Shmailov * |
| 2024   | Frankrijk Clarisse Agbegnenou (2-0-0) Sarah-Léonie Cysique (2-0-0) Romane Dicko (2-0-0) Teddy Riner (2-0-0) Joan-Benjamin Gaba Marie-Ève Gahié Maxime-Gaël Ngayap Hambou Amandine Buchard * (2-0-0) Madeleine Malonga * (2-0-0) Shirine Boukli * Aurelien Diesse * Alpha Oumar Djalo * Walide Khyar * Luka Mkheidze * | Japan Uta Abe (0-2-0) Hifumi Abe (0-2-0) Takanori Nagase (0-2-0) Aaron Wolf (0-2-0) Haruka Funakubo Soichi Hashimoto Sanshiro Murao Saki Niizoe Tatsuru Saito Miku Takaichi Rika Takayama Natsumi Tsunoda Akira Sone * (0-2-0) Ryuju Nagayama * | Brazilië Daniel Cargnin Leonardo Gonçalves Willian Lima Rafael Macedo Ketleyn Quadros Rafaela Silva Beatriz Souza Larissa Pimenta * Guilherme Schimidt * Rafael Silva *                                     | Zuid-Korea An Ba-ul Han Ju-yeop Huh Mi-mi Kim Ha-yun Kim Ji-su Kim Min-jong Lee Joon-hwan Jung Ye-rin * Kim Won-jin * Lee Hye-kyeong * Yoon Hyun-ji *       |

* = deze judoka werden geen enkele keer opgesteld voor deelname in de teamwedstrijd
| Land | Goud | Zilver | Brons |
| ---- | ---- | ------ | ----- |
| FRA  | 2    | 0      | 0     |
| JPN  | 0    | 2      | 0     |
| BRA  | 0    | 0      | 1     |
| GER  | 0    | 0      | 1     |
| ISR  | 0    | 0      | 1     |
| KOR  | 0    | 0      | 1     |

## Afgevoerd onderdeel

### Open klasse
| Editie | Goud | Goud               | Zilver | Zilver              | Brons   | Brons                              |
| ------ | ---- | ------------------ | ------ | ------------------- | ------- | ---------------------------------- |
| 1964   | NED  | Anton Geesink      | JPN    | Akio Kaminaga       | AUS EUA | Theodore Boronovskis Klaus Glahn   |
| 1972   | NED  | Wim Ruska          | URS    | Vitali Koeznezov    | FRA GBR | Jean-Claude Brondani Angelo Parisi |
| 1976   | JPN  | Haruki Uemura      | GBR    | Keith Rempfy        | KOR URS | Cho Jea-ki Sjota Tsjotsjisjvili    |
| 1980   | GDR  | Dietmar Lorenz     | FRA    | Angelo Parisi       | GBR HUN | Arther Mapp András Ozsvar          |
| 1984   | JPN  | Yasuhiro Yamashita | EGY    | Mohamed-Ali Rashwan | ROU FRG | Mihai Cloc Arthur Schnabel         |

| Land | Goud | Zilver | Brons |
| ---- | ---- | ------ | ----- |
| JPN  | 2    | 1      | 0     |
| NED  | 2    | 0      | 0     |
| GDR  | 1    | 0      | 0     |
| URS  | 0    | 1      | 1     |
| GBR  | 0    | 1      | 2     |
| FRA  | 0    | 1      | 1     |
| EGY  | 0    | 1      | 0     |
| AUS  | 0    | 0      | 1     |
| EUA  | 0    | 0      | 1     |
| FRG  | 0    | 0      | 1     |
| HUN  | 0    | 0      | 1     |
| KOR  | 0    | 0      | 1     |
| ROU  | 0    | 0      | 1     |

Meervoudige medaillewinnaars
| Meervoudige         |
| ------------------- |
| 0-1-1 Angelo Parisi |

Tokio 1964 · 
München 1972 · 
Montréal 1976 · 
Moskou 1980 · 
Los Angeles 1984 · 
Seoel 1988 · 
Barcelona 1992 · 
Atlanta 1996 · 
Sydney 2000 · 
Athene 2004 · 
Peking 2008 · 
Londen 2012 · 
Rio de Janeiro 2016  · 
Tokio 2020 · 
Parijs 2024 · 
Los Angeles 2028 
Medaillewinnaars